# Jens Gieseke
Jens Gieseke (Langenhagen, 1964 –) német történész.

## Életrajz
1984-től történelmet, politológiát és jogot tanult Hannoverben és Potsdamban.

## Művei
- (Stephan Fingerlével) Partisanen des Kalten Krieges. Die Untergrundtruppe der Nationalen Volksarmee 1957 bis 1962 und ihre Übernahme durch die Staatssicherheit. Hg. BStU. Berlin, 1996, ISBN 978-3-942130-57-8
- (Doris Huberttel) Die DDR-Staatssicherheit: Schild und Schwert der Partei, Bundeszentrale für Politische Bildung, Bonn, 2000, ISBN 3-89331-402-4
- Die hauptamtlichen Mitarbeiter der Staatssicherheit: Personalstruktur und Lebenswelt 1950 - 1989/90, Berlin, 2000, ISBN 3-86153-227-1
- Der Mielke-Konzern (PDF; 806 kB), Stuttgart, 2001, ISBN 3-421-05481-9
- Staatssicherheit und Gesellschaft, Göttingen, 2007, ISBN 978-3-525-35083-6
- (Lukasz Kaminskival, Krzysztof Persak [kiadó]) Handbuch der kommunistischen Geheimdienste in Osteuropa 1944-1991, Göttingen, 2009, ISBN 978-3-525-35100-0
- Die Stasi 1945–1990, München, 2011, ISBN 978-3-570-55161-5
- Mitarbeit an  Wer war wer in der DDR? 5. Ausgabe. Links, Berlin, 2010, ISBN 978-3-86153-561-4[6]